# NGC 5754
NGC 5754 este o galaxie spirală situată în constelația Boarul. A fost descoperită în 16 mai 1787 de către William Herschel. Se află la o distanță de 66,83 de megaparseci de Pământ.